# رائول پالمگرن
رائول پالمگرن (انگلیسی: Raoul Palmgren; ۱۲ ژانویهٔ ۱۹۱۲ – ۱۰ مارس ۱۹۹۵) مؤلف (پدیدآور)، روزنامه‌نگار، و منتقد ادبی اهل فنلاند بود.
وی همچنین برندهٔ جوایزی همچون جایزه اینو لینو شده‌است.